# HD 215497
HD 215497は、きょしちょう座の方角に約142光年の位置にある恒星である。スペクトル型はK3Vで太陽と非常に良く似た性質を持つ。2009年に太陽系外惑星が発見された。

## 惑星系
2009年に2つの惑星の発見が公表された。どちらも木星よりも質量が小さい。内側を公転するHD 215497 bは親星に極めて近い軌道を公転し、「ホットスーパーアース」と呼ばれる。外側のHD 215497 cは土星程度の大きさで、地球と太陽の間より若干遠い約1.21天文単位の軌道を公転する。
| 名称 （恒星に近い順） | 質量     | 軌道長半径 （天文単位） | 公転周期 (日)     | 軌道離心率  | 軌道傾斜角 | 半径 |
| --------------------- | -------- | ----------------------- | ----------------- | ----------- | ---------- | ---- |
| b                     | >6.6 M⊕  | 0.047                   | 3.93404 ± 0.00066 | 0.16 ± 0.09 | —          | —    |
| c                     | >0.33 MJ | 1.282                   | 567.94 ± 2.70     | 0.49 ± 0.04 | —          | —    |